# Kỷ Ectasis
Kỷ Ectasis hay Kỷ Duyên Triển 纪延展 (Ectasian, từ tiếng Hy Lạp: ectasis, nghĩa là "mở rộng"). Đây là kỷ địa chất thứ hai trong đại Trung Nguyên Sinh. Nó kéo dài từ khoảng 1.400 triệu năm trước (Ma) tới khoảng 1.200 Ma. Thay vì dựa trên địa tầng, các niên đại này được xác định bằng địa thời học.
Tên gọi này có nguồn gốc từ sự tiếp tục mở rộng của các tầng che phủ trong kỷ này.
Chứng cứ về tảo đỏ nhân chuẩn (Bangiomorpha pubescens) đã được xác định có trong đá cổ có niên đại khoảng 1.200 Ma tại đảo Somerset, Canada. Đây là sinh vật cổ nhất đã biết có sự sinh sản hữu tính và vì thế là sinh vật đa bào phức tạp cổ nhất đã biết .